# Blood (журнал)
Blood (с англ. — «кровь») — рецензируемый медицинский журнал издаваемый американским обществом гематологии. Журнал был основан Уильямом Дамешеком в 1946 году. Журнал перешёл от публикации двух выпусков в месяц (24 выпуска в год) к еженедельной публикации в начале 2009 года. Специализируется на клинических и фундаментальных исследованиях в области гематологии, включая как доброкачественные, так и злокачественные нарушения лейкоцитов, эритроцитов, тромбоцитов, механизмов гемостаза, кровеносной системы, иммунологии и опухоли кроветворной ткани.

## Реферирование и индексирование
Журнал реферируется и индексируется в:
- BIOSIS Previews[англ.]
- Current Contents/Life Sciences
- Current Contents/Clinical Medicine
- Embase[англ.]
- Index Medicus[англ.]
- Science Citation Index Expanded
- SciSearch

Согласно Journal Citation Reports, в 2021 году журнал имел импакт-фактор 25.476 и рейтинг 1 из 76 в категории «Гематология» Journal Impact Factor.

## Внешние ссылки
- ashpublications.org/blood — официальный сайт Blood